# جنا کایرا
جنا کایرا (انگلیسی: Jenna Caira؛ زادهٔ ۱ آوریل ۱۹۸۹) بازیکن سافت‌بال اهل کانادا است. او در سال ۲۰۰۹ به تیم ملی سافت‌بال زنان کانادا پیوست و در طول دوره‌های مختلفی از جمله مسابقات جهانی و المپیک در این تیم بازی کرده‌است.
جنا کایرا در دانشگاه Syracuse در ایالت نیویورک شروع به بازی سافت‌بال کرد و در آنجا به عنوان یکی از بازیکنان برجسته تیم شناخته شد. پس از فارغ‌التحصیلی به عنوان بازیکن حرفه‌ای در لیگ سافت‌بال زنان کانادا (NPF) با باشگاه ترنتون تانسی قرارداد بست و در سال ۲۰۱۴ به تیم ملی سافت‌بال کانادا پیوست.
جنا کایرا در سال ۲۰۱۹ در المپیک توکیو با تیم ملی سافت‌بال کانادا شرکت کرد و در آنجا نقشی کلیدی در به دست آوردن مدال برنز برای تیمش داشت. او همچنین در دوره‌های دیگری از مسابقات جهانی و قاره‌ای نیز با تیم ملی سافت‌بال کانادا حضور داشته‌است. جنا کایرا در لیگ حرفه‌ای سافت‌بال زنان کانادا نیز فعالیت دارد و در تیم هامیلتون کاردینالز بازی می‌کند. یکی از بازیکنان برجسته در لیگ حرفه‌ای کانادا است و بازی‌های خوبی در طول فصل‌های مختلف انجام داده‌است.
وی در مسابقات کشوری و بین‌المللی در مجموع برندهٔ ۱ مدال طلا، ۲ مدال نقره، ۳ مدال برنز شده‌است.